# Bátya
Bátya (horvátul: Baćino, Baćin) község Bács-Kiskun vármegyében, a Kalocsai járásban.

## Fekvése
Bács-Kiskun vármegye nyugati részén, a Duna bal partján fekszik, Kalocsától 6 kilométerre délre, Bajától 33 kilométerre északra.
A szomszédos települések: észak felől Foktő és Kalocsa, délkelet felől Miske, dél felől Fajsz, nyugat felől pedig a Duna túlsó, jobb partján fekvő Fadd és Gerjen.

### Megközelítése
A község központján főutcájaként végighalad legfontosabb közúti megközelítési útvonala, az 51-es főút. Külterületét délen átszeli az 5311-es út is. Vasútvonal nem érinti.

## Története
A terület már a 9. században is lakott volt, lakosságát avarok és szlávok alkották.
Bátya első okleveles említése Bacha alakban I. Béla király 1061-ben kelt okleveléből ismert, amelyben a települést uradalmával együtt az általa alapított szekszárdi bencés apátságnak adományozta, s határait is leíratta. Az oklevél szerint lakói magyarok voltak, s határán belül csak Halász faluban volt idegennek egyekényi földje. A határleírásban ma is azonosítható helynevek olvashatóak, például Péterhátpuszta, Homoród, Dalocsa, Vajas (víz), Bóvár (1884-es térkép), Mögye-fok, Sártű-fok és Tirapuszta. A körülírt nagy határon belül ma több községet és pusztát találunk, például Fajszot és Oroszpusztát.
1299-ben a szekszárdi apátság bátyai jobbágyai megvették egy arkai föld felét, és kaptak egy telket Szakmáron is. 1331-es írott forrásokban bátyai egyházi nemesi jogállású jobbágyokat említenek, közülük való lehetett egy 1329-es okiratban szereplő István nevű királyi ember is.
A török hódoltság idején rácok telepedtek le területén. Ma horvát kisebbségi önkormányzat működik a faluban. A horvát lakosok aránya  2001-ben 13,8% volt.
Bátya Püspökszilágy, Rákócziújfalu, Ruzsa és Tiszatarján mellett az egyike volt annak az öt magyarországi településnek, amelyben 2020-ban mintaprojektet indítottak olyan, hazánkban alkalmazható módszerek kidolgozása céljából, melyeknek segítségével a kistelepülések ellenállóbbá válhatnak az éghajlatváltozással egyre több gondot okozó vízgazdálkodási szélsőségekkel szemben.

## Közélete

### Polgármesterei
- 1990–1994: Sáfrán József (független)[7]
- 1994–1998: Sáfrán József (független)[8]
- 1998–1999: Sáfrán József (független)[9]
- 2000–2002: Sáfrán József (független)[10][11]
- 2002–2006: Sáfrán József (független)[12]
- 2006–2010: Zsebics Ilona (független)[13]
- 2010–2014: Zsebics Ilona (Fidesz-KDNP)[14]
- 2014–2019: Zsebics Ilona (független)[15]
- 2019–2024: Fekete Csaba (független)[16]
- 2024– : Fekete Csaba (független)[1]

A településen 2000. február 6-án időközi polgármester-választást tartottak, mert az addigi polgármesterrel, Sáfrán Józseffel szemben összeférhetetlenségi körülmény merült fel. Sáfrán is elindult a választáson, és meg is őrizte pozícióját.

## Népesség
A település népességének változása:
| Lakosok száma | 2060 | 2049 | 2015 | 1931 | 1830 | 1825 | 1799 |
|               | 2013 | 2014 | 2018 | 2021 | 2022 | 2023 | 2024 |

A 2011-es népszámlálás során a lakosok 88,2%-a magyarnak, 4,8% cigánynak, 12,2% horvátnak, 0,6% németnek, 0,5% románnak, 0,3% szerbnek mondta magát (11,7% nem nyilatkozott; a kettős identitások miatt a végösszeg nagyobb lehet 100%-nál). A vallási megoszlás a következő volt: római katolikus 69,2%, református 2,8%, evangélikus 0,4%, felekezeten kívüli 8,5% (18,4% nem nyilatkozott).
2022-ben a lakosság 92,6%-a vallotta magát magyarnak, 8,8% horvátnak, 3,4% cigánynak, 1% németnek, 0,6% szerbnek, 0,5% románnak, 0,1% ruszinnak, 0,1% szlováknak, 1,5% egyéb, nem hazai nemzetiségűnek (7,3% nem nyilatkozott; a kettős identitások miatt a végösszeg nagyobb lehet 100%-nál). Vallásuk szerint 51,1% volt római katolikus, 3,6% református, 0,4% evangélikus, 0,2% görög katolikus, 0,1% izraelita, 0,1% ortodox, 0,7% egyéb keresztény, 0,6% egyéb katolikus, 11,2% felekezeten kívüli (32% nem válaszolt).

## Nevezetességei
- Római katolikus templom (barokk, 1790)
- Kálvária
- Szentháromság-szobor
- A bátyai fokhagyma[20]

## Hírességei, szülöttei
- Harangozó Teri, az 1960-as és 70-es évek népszerű slágerénekese (a "Mindenkinek van egy álma" interneten ma is meghallgatható) Bátyán született 1943. augusztus 8-án, s hamvai is a bátyai temetőben nyugszanak.